# Десять правил даосизма
Десять правил даосизма — этический кодекс даосизма. Упоминается в тексте под названием «Наставление по установлению воли к мудрости» — Scripture on Setting the Will on Wisdom (DZ325), — а также в Дуньхуанских рукописях (DH31, 32).

## Десять правил
1. Не убивай, но всегда будь внимателен к живым существам.
2. Сторонись похоти и не допускай распущенности в мыслях.
3. Не кради и не принимай нечестно нажитого.
4. Не обманывай других и не путай добро со злом.
5. Будь трезв и всегда думай о чистоте в поведении.
6. Будь в согласии со своими предками и не позорь свой род.
7. Если видишь, что кто-то делает добро, помогай ему с радостью и удовольствием.
8. Если видишь, что кому-то не везет, помогай ему с достоинством обрести удачу.
9. Если кто-то навредил тебе, не думай о мести.
10. Пока все не достигнут Дао, не думай, что сам сможешь достичь.